# Ох, на дядо!
„Ох, на дядо!“ (на английски: Dirty Grandpa) е американски филм от 2016 година, комедия на режисьора Дан Мейзър по сценарий на Джон Филипс.
В центъра на сюжета е арогантен старец, който пътува с възрастния си внук към морски курорт и се опитва да му внуши собствените си възгледи за света. Главните роли се изпълняват от Робърт Де Ниро, Зак Ефрон, Зоуи Дойч, Обри Плаза.